# باري لي مايرز
باري لي مايرز (بالإنجليزية: Barry Lee Myers)‏ هو كبير الإداريين التنفيذيين ومحامي أمريكي، ولد في 15 ديسمبر 1989.